# Мирное (Мелитопольский район)
Мирное (укр. Мирне) — посёлок, Мирненский поселковый совет, Мелитопольский район, Запорожская область, Украина.
Посёлок является административным центром Мирненской объединëнной территориальной громады, в которую входят село Новопилиповка, село Оленовка,
село Сосновка и село Тихоновка.

## Географическое положение

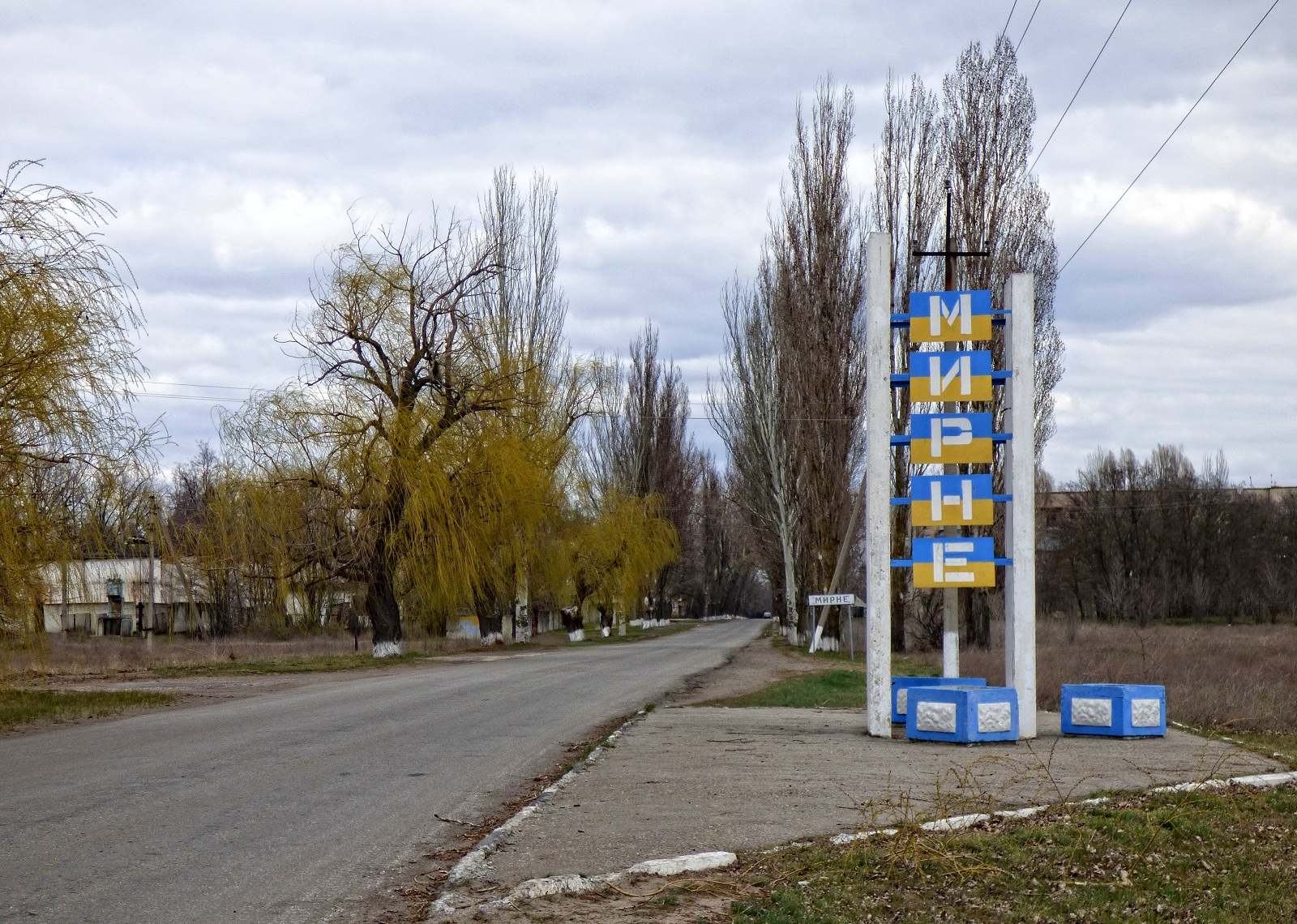

Посёлок городского типа Мирное находится в 2-х км от правого берега реки Молочная,
выше по течению на расстоянии в 1 км расположено село Терпенье,
ниже по течению на расстоянии в 1,5 км расположено село Тамбовка,
на противоположном берегу — село Новопилиповка.
Вокруг посёлка много садовых участков.

## История
Село было основано в 1951 году и носит своё нынешнее название с 1953 года. Строили посёлок для гидростроителей планируемого канала Днепр — р. Молочная
Мирненскому сельсовету было подчинено село Пивничное,
которое теперь входит в Терпеньевский сельсовет.
В 1987 году село Мирное получило статус посёлка городского типа.
В 1989 году численность населения составляла 3421 человек, по данным Всеукраинской переписи населения 2001 года — 3111 человек, на 1 января 2013 — 3086 человек.
Здесь находится 3-й специальный региональный центр быстрого реагирования (в/ч Д0130) ГСЧС Украины.

## Предприятия
На территории Мирного находится несколько предприятий:
- ООО «Соционовация (недоступная ссылка — история).» — производитель минеральной воды и безалкогольных напитков[9].
- ООО «ORTOLAND» — производитель каркасов для школьной мебели и ортопедических оснований под матрацы[10].

## Объекты социальной сферы
- Мирненская общеобразовательная школа. В школе 16 классов, 305 учеников. Адрес: ул. Школьная, 1.[11].
- Мирненский приют. В приюте 22 воспитанника возрастом от 4 до 17 лет.[12]
- Детский сад «Джерельце».[13]
- Храм Веры, Надежды, Любови и матери Софии. Освящён в честь мучениц Веры, Надежды, Любови и их матери Софии. Подчинён Запорожской и Мелитопольской епархии Украинской православной церкви Московского патриархата.[14]

## Достопримечательности

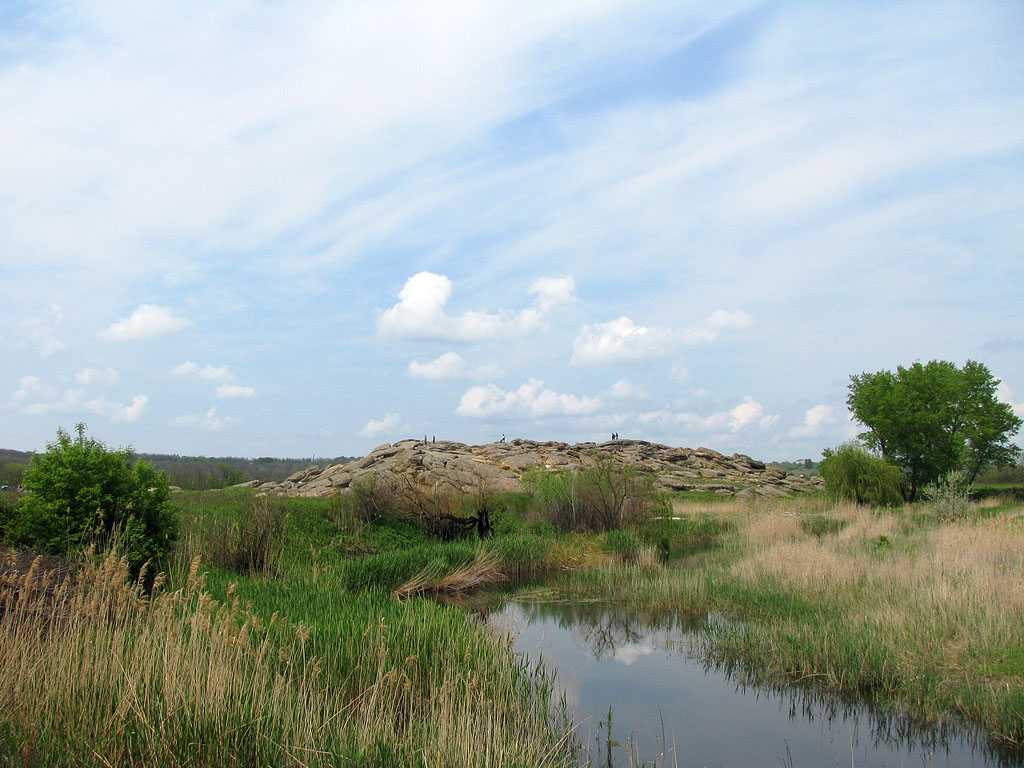
Молочная река и Каменная могила

### Каменная могила
В километре от Мирного находится памятник природы Каменная могила. Он представляет собой небольшой изолированный массив песчаника, размерами примерно 240 на 160 метров, состоящий из крупных каменных глыб высотой до 12 метров в долине реки Молочной. Предположительно Каменная могила возникла при отвердении песчаных масс бывшей отмели Сарматского моря под влиянием местных минералов, содержащих железо. В дальнейшем она подвергалась воздушной и водной эрозии, в том числе продолжительное время будучи островом реки Молочной. Каменная могила использовалась древним человеком в качестве святилища и содержит уникальные петроглифы самых разных исторических эпох, от эпохи позднего палеолита и до скифо-сарматского времени, и даже до тюркского. Территория Каменной могилы объявлена заповедником. В заповеднике работает музей, ежедневно открытый для посетителей.

## Галерея
|                 |                                                |        |             |
| въезд в посёлок | Мелитопольская центральная районная библиотека | аптека | улица Южная |